# Urbicidio

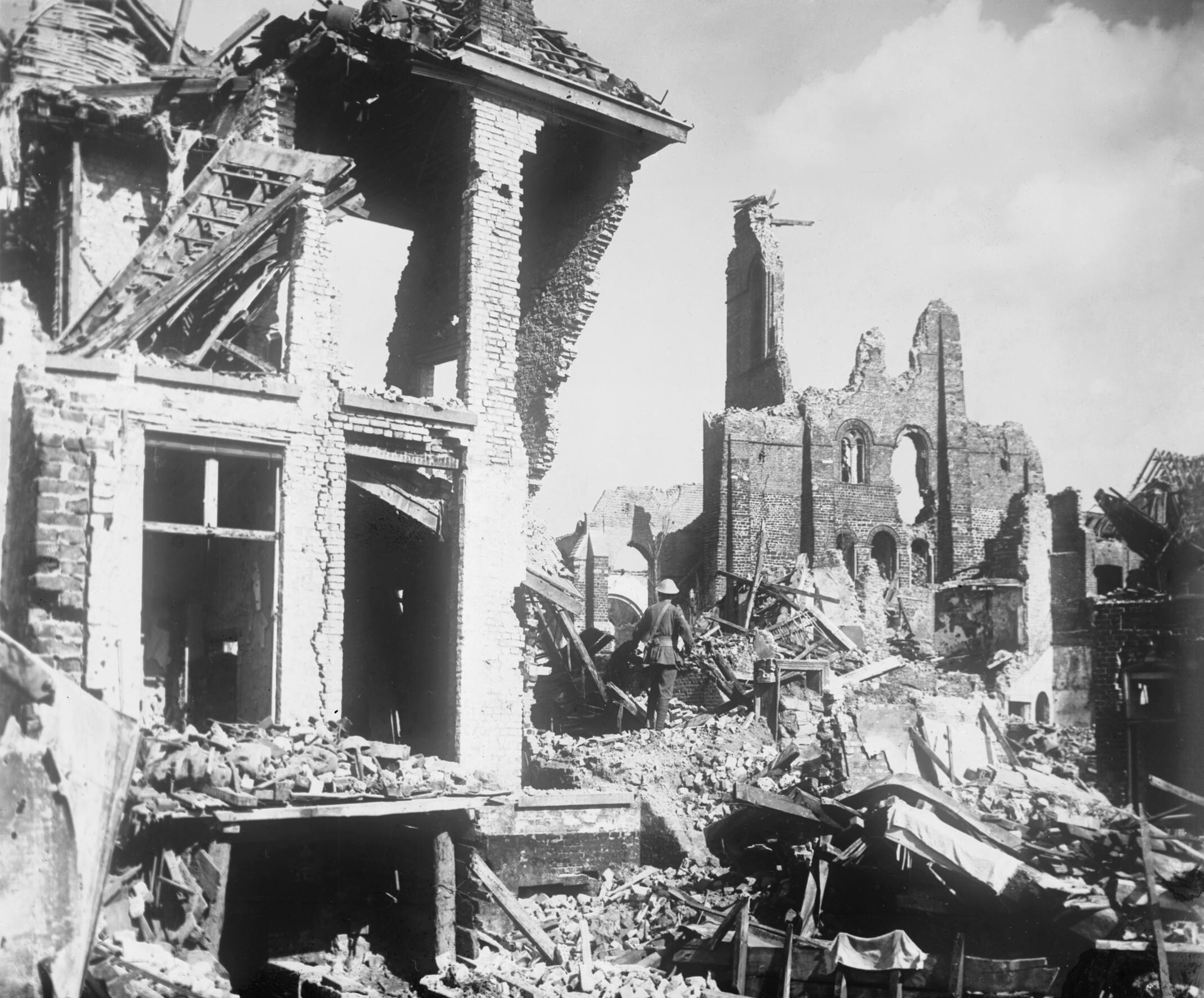
Ruinas de Ypres durante la Primera Guerra Mundial.

Urbicidio (del Latín: urbs, ciudad + Latín: caedere, cortar, asesinar) es un término que se define como "violencia contra la ciudad".
Fue acuñado por primera vez por el autor Michael Moorcock en 1963 y más tarde usado por los críticos de la década de los años 60 sobre la reestructuración urbana en los EE.UU durante la década de los años 60. Tanto Ada Louise Huxtable en el año 1972, como Marshall Berman en el año 1996, escriben acerca de la reestructuración urbana (y su destrucción) en áreas como el Bronx, poniendo de relieve los efectos de la reconversión agresiva sobre la experiencia social urbana. El término ha llegado en una época de rápida globalización y urbanización. Esta tendencia de rápida globalización ha dado lugar a que la violencia y la destrucción se produzcan en el contexto de la ciudad en lugar de sus alrededores. Especialmente después de los acontecimientos de Sarajevo, el reconocimiento ha comenzado a darse en los casos de violencia específicamente dirigidos a la destrucción de las zonas urbanas. Las limitaciones exactas y la definición de este término supone que los límites de su concepto sigan siendo debatidos y, que cada vez más, hace que sea extremadamente difícil de categorizar los eventos bajo el título de urbicidio. La cuestión de la intención también surge cuando se habla de los límites del urbicidio. Esto es sólo un ejemplo de las muchas limitaciones que el término urbicidio presenta. La capacidad del término para cubrir una variedad de campos, tales como la política internacional, la antropología y la sociología, hace que sea especialmente difícil establecer una definición finita de urbicidio que satisfaga todos estos campos.

## Terminología
El término "urbicidio" tiene sus raíces en la palabra latina urbs, que significa "ciudad", y occido, que significa "masacre". En 1944 Raphael Lemkin define genocidio como "un plan coordinado de diferentes acciones destinadas a la destrucción de los fundamentos esenciales de los grupos nacionales, con el objetivo de aniquilar dichos grupos". Este término, sin embargo, no pudo hacer frente a la violencia no dirigida a los seres humanos. El primer uso registrado de la expresión "urbicidio" fue hecha por Michael Moorcock en la novela de "Elric: Dead God's Homecoming" (Science Fantasy #59, Nova Publishing, June 1963). A raíz de la destrucción de Sarajevo, el término ganó un uso más común, con ejemplos que se encuentran en las obras de Marshall Berman (1987) y Bogdan Bogdnanovic. En su publicación de 1992 "Mostar 92", un grupo de arquitectos bosnios de Mostar utiliza el término para definir como urbicidio la violencia contra el entramado de la ciudad, tales como la destrucción del puente de Mostar, un uso compatible de la palabra usada anteriormente por Marshall Berman  para describir actos similares de violencia en  Bosnia. La palabra "urbicidio" es cada vez más utilizada por arquitectos, urbanistas, estudiosos e historiadores para ayudar a describir y entender las guerras contemporáneas e históricas en las ciudades, que ya no pueden ser consideradas refugios seguros durante las guerras, sino que forman parte del campo de batalla. 
Algunas personas argumentan que "urbicidio" debe entenderse como parte del delito internacional de genocidio, en cuanto que destruir las casas de las personas significa destruirlos a ellas mismas. En su libro, "Urbicide", Martin Coward lo sostiene a lo largo de una línea similar. En lugar del uso de "urbicidio" para todo tipo de violencia contra la ciudad,  Coward utiliza el término para referirse a la violencia que busca aniquilar la diferencia a través de la destrucción de la base material de esa diferencia. La población urbana tiene por objeto dar a entender la base material de la heterogeneidad (estar con los demás conservando su alteridad) y que interpreta algunos casos de destrucción de la ciudad como un intento de destruir las bases materiales de lo que represnta la heterogeneidad.  "Urbicidio " entonces compartiría el carácter aniquilatorio del genocidio, pero no necesariamente centrando su atención en el ser humano como objeto de la destrucción.
La definición de urbicidio es interdependiente de las definiciones para ciudad y violencia. En muchos casos, los incidentes sobre "urbicidio", una o ambas de estas definiciones se ha quitado del contexto de la situación por el autor. O bien la "ciudad" que ha sufrido actos violencia ha sido degradada de su condición de "ciudad" o el acto violento no se considera como tal. El significado de las palabras ciudad y violencia, por lo tanto, han de ser muy importantes en la clasificación de un acto clasificado como "urbicidio".
Una ciudad es un área que consta de numerosas instituciones, residentes, industrias y empresas apoyadas por grandes infraestructuras y una población densa y diversa. Una ciudad puede ser enmarcada de muchas maneras. Por ejemplo, puede estar pensada como un sistema económico, en el que todas las relaciones sociales se derivan de una economía de mercado, y la ciudad prospera y se forma gracias al mercado. Una ciudad también puede ser considerada como un estado de ánimo, en el que todas las personas que viven en una parte de la ciudad comparten la misma conciencia. Del mismo modo, se puede ver como la suma de una agregación de diferentes formas sociales y culturales, por lo que el centro de las ciudades buscan su heterogeneidad. Por último, una ciudad puede ser vista desde una perspectiva arquitectónica, como un conglomerado de masas y espacios. Como Henri Lefebvre dice, "una ciudad es, por lo tanto, todo lo que es experimentado, conocido, representado, construido o destruido como una ciudad."
La violencia, generalmente, se define como "un comportamiento que implica la fuerza física, la intención de lastimar, dañar o matar" (Compact Oxford Dictionary). Sin embargo al definir la violencia, sociólogos, historiadores, filósofos y otros estudiosos han identificado otras formas menos directas de la violencia que también deben ser consideradas. Nancy Scheper-Hughes y Philippe Bourgois escriben en su libro Violence in War and Peace (Violencia en la Guerra y en la Paz), que "La violencia nunca puede ser entendida sólo en términos de su aspecto físico - la fuerza, el asalto, o la imposición del dolor - la violencia, por sí sola, también incluye ataques a la integridad de las personas, a su dignidad y al sentido del valor o importancia de las víctimas. Las dimensiones sociales y culturales de la violencia son las que dan a la violencia su poder y su significado".
Algunas otras categorías son la violencia estructural, la violencia simbólica, y la violencia promulgada por el gobierno a través de leyes o acciones. La violencia estructural se produce cuando la estructura de una sociedad es la causa de la violencia. Ejemplos de esto son las leyes que crean desigualdades en el acceso a los servicios públicos o afectan a diferentes personas en función de su estatus en la sociedad. La violencia simbólica se refiere a las normas socialmente aceptadas que están arraigadas en el tiempo, tales como los roles de las diferentes clases, géneros y grupos étnicos. Finalmente la violencia política se ocupa del daño que el gobierno puede imponer por sus acciones, ya sea por su negligencia o por sus acciones. Todas estas formas de violencia también se pueden caracterizar como urbicidio. 
Mientras que la destrucción física de los edificios de una ciudad es la forma más obvia de urbicidio, también puede ocurrir de manera menos perceptible. La redefinición por los gobiernos de zonas de la ciudad como barrios pobres o "ilegítimas" que puede conducir a un trato desigual de los ciudadanos. Para las personas que viven en estas áreas negándoles su ciudadanía. Como el gobierno de ciertas zonas de una ciudad que también puede generar violencia. Aunque no esté directamente causando daños, algunas combinaciones de  zonificación podría aumentar la violencia, como la disminución del el valor de las propiedades, obligando a las personas más pobres a vivir en barrios indeseables.

## Casos
La naturaleza híbrida del término urbicidio sugiere que, o bien es un marco radical con la que observar la destrucción histórica de las ciudades, o es algo apropiado sólo para el "ahora" teniendo cualidades obligatorias en el presente. Considerando que en sus primeras manifestaciones modernas de la focalización y la destrucción de las ciudades era visto como algo nuevo, fuera de las reglas tradicionales de la guerra europea, Marshall Berman, un escritor y teórico político estadounidense marxista, propone que la historia del urbicidio es la más vieja del mundo. En su opinión, en el Antiguo Testamento los libros de Jeremías y de las Lamentaciones cubren en forma apropiada el "urbicidio", o marcan sus inicios. En los últimos tiempos del Imperio Romano se impuso la completa destrucción de Jerusalén y unos efectos devastadores en la llamada  paz cartaginesa, aunque éstas resultaron menos permanentes. Sin embargo, Berman considera que los posibles acontecimientos de "urbicidios" están en gran medida dentro del marxismo histórico, telos, que suprime la contingencia de urbicidio en la historia, o mejor dicho, su propio telos. 
Muchas ciudades son, en cierto sentido ciudades imperiales, después de haber creado un Imperio, como las de Babilonia o Roma, o han sido creadas a partir de una (Persépolis, como El Cairo y Filadelfia) o ampliadas en gran medida (como Bizancio o Delhi), o se han convertido en la capital de ellas, (como Pekín o Londres) o recibido privilegios especiales de imperio, como por ejemplo, una Ciudad Imperial Libre. Así, hay perspectivas que ven el "urbicidio "como parte de amplias metas imperialistas, por ejemplo, en la eliminación de las ciudades por  Comunista de Camboya. [cita requerida]Los escritores y geógrafos tales como  Mike Davis, Nurhan Abujidi y Stephen Graham representan algunas de estas corrientes. El Sitio de Sarajevo, que llevó la "acuñación" de urbicidio, se erige como representante del caso histórico más emblemático de  "urbicidio". Los recientes acontecimientos en el conflicto palestino-israelí y Zimbabue, después el Katrina en Nueva Orleáns e Irak también destacan como importantes ejemplos, y puede ser tomado como un amplio espectro de la "violencia contra la ciudad", que indica la fluidez o el polifacético discurso de urbicidio.

### Vukovar

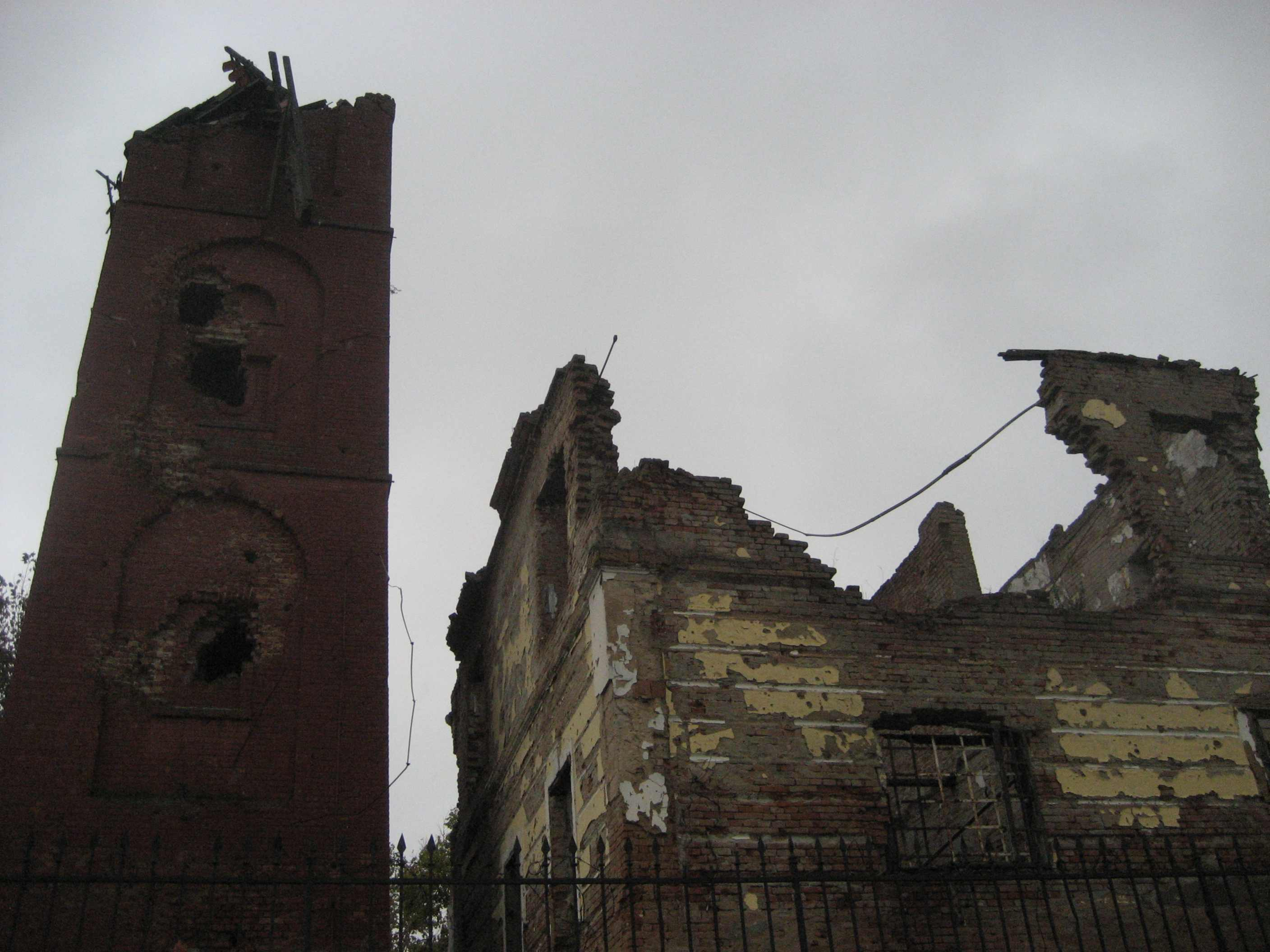
La caída de Vukovar estuvo acompañada por la destrucción de sus alrededores. El Castillo de Eltz en ruinas.

El asedio de Vukovar fue una campaña de los militares, que se extendió durante 87 días, dirigida contra el este de Croacia contra la ciudad de Vukovar, dirigida por el Ejército Popular Yugoslavo (JNA), con el apoyo de varias fuerzas paramilitares de Serbia,  entre agosto y noviembre del año 1991, durante la Guerra de Croacia. Bombardeos indiscriminados sobre Vukovar, en el que hasta un millón de proyectiles fueron disparados sobre la ciudad, llevando la destrucción a tres cuartas partes de todos los barrios.
Entre ellos se encontraban escuelas, hospitales, iglesias, instituciones públicas, fábricas, instalaciones del castillo medieval Eltz y la casa del autor ganador del Premio Nobel Lavoslav Ruzicka. Varias fuentes, como la Iniciativa de Jóvenes por los Derechos Humanos en Serbia (YIHR), describen la sistemática destrucción de la ciudad como urbicidio. YIHR también ha criticado al Tribunal Penal Internacional para la ex Yugoslavia (TPIY) por no llegar a un veredicto sobre la destrucción de Vukovar. pero murió antes de que un veredicto se alcanzó. Goran Hadzic también fue acusado en la misma categoría y está en juicio.

### Sarajevo

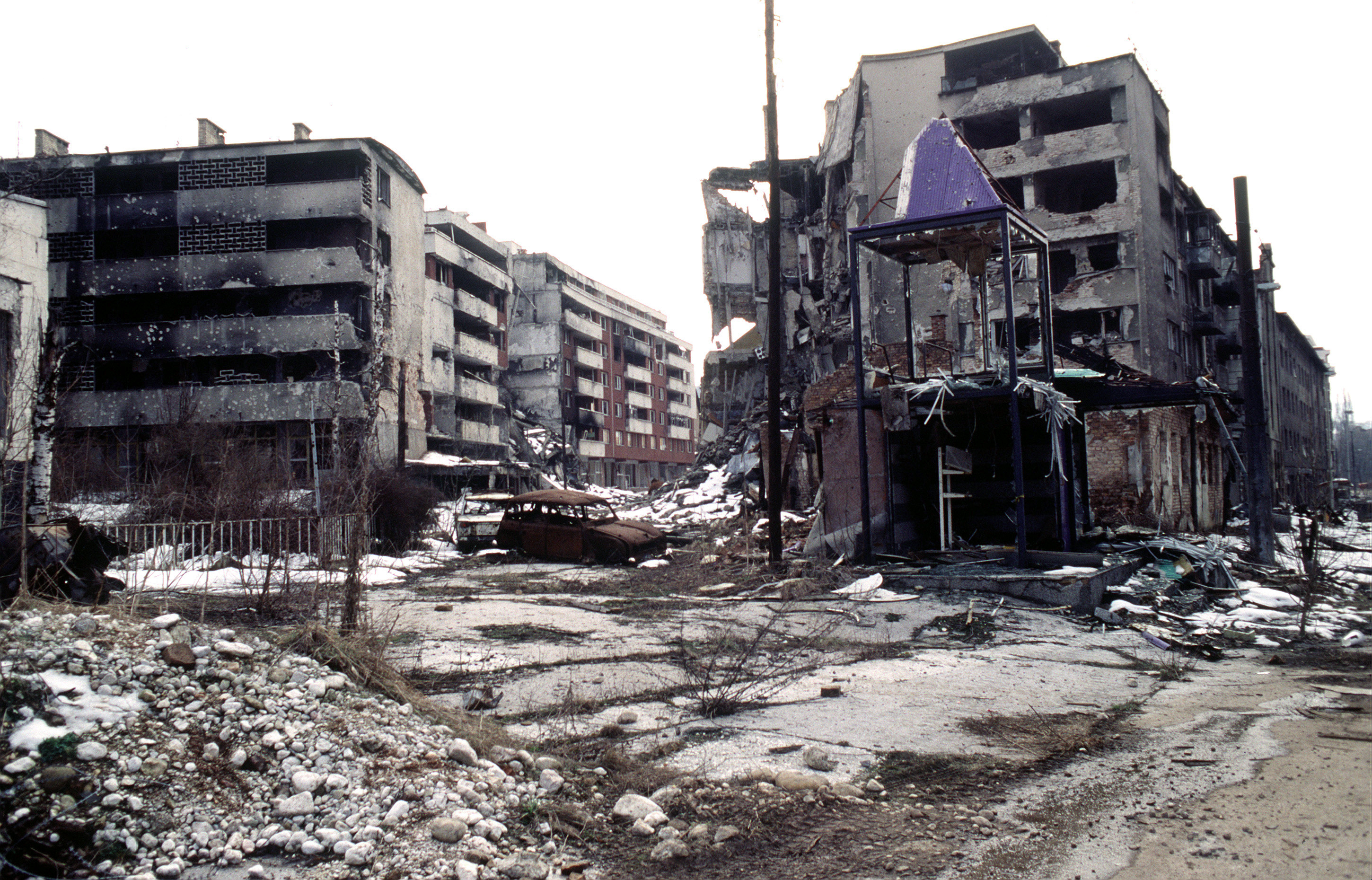
Edificios de apartamentos con graves destrozos en Sarajevo.

La violencia en Sarajevo fue el producto de la Guerra de Bosnia, que duró desde año 1992 al año 1995, como resultado de la ruptura de Yugoslavia después del final de la Guerra Fría, cuando Bosnia-Herzegovina declaró su independencia de la federación yugoslava. Esta región era de muy diversas etnias, proporcionando viviendas tanto para los serbios  como para los musulmanes eslavos. La violencia se refiere a veces como una limpieza étnica, porque se trataba de civiles, y los desacuerdos políticos entre los serbios y los musulmanes eslavos culminaron con algunos de los peores hechos de violencia que esta región ha visto nunca. En última instancia, dio lugar a la completa aniquilación de la infraestructura urbana en Sarajevo. Esto rompió la infraestructura de la ciudad, imposibilitando a miles de civiles el acceso a alimentos, agua, medicinas, etc. En la raíz de esta violencia, los civiles de Sarajevo fueron víctimas de delitos contra los derechos humanos, como la violación, la ejecución, y el hambre. El gobierno de  Bosnia declaró el cerco sobre en el año 1996.

### Zimbabue
Mientras que el término "urbicidio" encuentra su origen en la destrucción urbana y una orientación asociada a las Guerras de Bosnia en la década del año 1990, su significado se desarrolla en la Historia y en el presente. Los recientes acontecimientos en Zimbabue, mientras tanto caen, bajo la definición de "urbicidio", la violencia selectiva y la destrucción de las ciudades, también las posiciones sobre "urbicidio" fuera de la dinámica de los genocidas de la Guerras en Europa. La Operación Murambatsvina o la "Operación Restaurar el Orden" fueron programas nacionales de una violencia dirigida contra las ciudades, pueblos, zonas urbanas periféricas, y granjas de reasentamiento, lo que resulta en la destrucción de la vivienda, los mercados comerciales, y otras estructuras "colectivas". Fue una operación estratégica a gran escala, dando lugar al desplazamiento de más de 700.000 refugiados, y "a sabiendas" de crear una crisis humanitaria de grandes proporciones. Más allá de las obvias violaciones de los derechos humanos, la Operación Murambatsvina llama la atención para su capacidad para desquiciar, literalmente, a los pobres urbanos y rurales de las estructuras colectivas integrales de la existencia cotidiana, basada en favor de la dispersión, pero sin medidas activas del Estado para restituir a estas personas dentro de los espacios gobernables. Es evidente que la Operación Murambatsvina en Zimbabue es un "urbicidio", sin embargo, una pregunta más importante es si un marco de "urbicidio" busca un subtexto diferente.
La destrucción causada por el huracán Katrina, en agosto de 2005, ha sido interpretada como la culminación de un "urbicidio" político y basada en políticas que se han dado a lo largo de muchas décadas de corrupción política, ejemplificadas por líderes, tales como William J. Jefferson que llevó al despilfarro y el robo descarado de fondos por parte de funcionarios civiles electos de todos los niveles socioeconómicos. Si bien los desastres naturales como el Katrina no pueden ser considerados como "urbicidios" en sí mismos, este tipo de desastres pueden, debido a la deficiente legislación gubernamental, afectar de manera desproporcionada los grupos socioeconómicos. En el caso de Nueva Orleáns, las áreas de la ciudad que resultaron las más afectadas incluyen los barrios de todos los niveles socioeconómicos. Los miembros de las zonas de viviendas de los más bajos estratos socioeconómicos carecían de los recursos para reconstruir y restablecer sus comunidades. Barrios con mayores ingresos fueron capaces de recaudar fondos para seguridad adicional y mejoras cívicas a través de los gravámenes de impuestos y la recaudación de fondos privados para activar la inversión. Los barrios pobres que dependían de los recursos de la ciudad fueron incapaces de restablecerse con éxito sin la ayuda de los organismos públicos federales, como la Agencia Federal para el Manejo de Emergencias. Según el erudito Andrew Herscher, "los efectos del huracán Katrina... no eran más que los últimos vestigios y más visibles de un desastre crónico, un ‘urbicidio’ fabricado, no por la acción militar, sino por la política y la ideología."

## Derechos humanos
Definición de Derechos Humanos, (Declaración Universal de los Derechos Humanos): La DUDH (señala que todos los seres humanos nacen libres e iguales en dignidad y derechos y prohíbe la esclavitud, la servidumbre, las torturas y los tratos crueles, inhumanos o degradantes), considerando que se refiere principalmente a las personas, y que ayuda a definir los derechos de los grupos de individuos, también conocidas como comunidades.
El discurso de los Derechos Humanos es otro objetivo en el que podemos ver "urbicidio", especialmente a través del uso de la Declaración Universal de los Derechos Humanos de las Naciones Unidas. El uso del término "urbicidio", por lo general se refiere a la violencia y la destrucción de edificios y su arquitectura, pero cuando se utiliza la Declaración de la ONU, junto con "urbicidio", la atención se centra en cambio en las personas. En cuanto que los actos de violencia y la observación de cómo afectan a la gente, su cultura y su seguridad, inevitablemente, se centran en los derechos humanos y con frecuencia pueden llevar a dar más validez para que estos actos de  "urbicidio" puedan ser considerados también casos de violaciones de los derechos humanos.
Los siguientes casos son vistos aquí con un mayor énfasis en el aspecto de los derechos humanos de ellos. El término "urbicidio" todavía se puede aplicar, pero el lenguaje de los derechos humanos puede permitir un enfoque más familiar para estos casos, mientras que muchas personas ya son conscientes de los derechos generales que tienen las personas. Estos derechos están explícitamente presentes para demostrar plenamente cómo los derechos fundamentales están siendo violados como parte del "urbicidio".

### Sarajevo
El artículo tercero de la Declaración Universal de los Derechos Humanos afirma que toda persona tiene derecho a la vida, la libertad y la seguridad de las personas y el artículo quinto establece que nadie podrá ser sometido a torturas ni a tratos crueles, castigos inhumanos o degradantes. Sin embargo, 20.000 mujeres y niñas musulmanas fueron violadas por los serbios, junto con miles de personas desaparecidas y / o ejecutadas. Cuando se utiliza el término "urbicidio", los derechos humanos deben ser incluidos debido a las atrocidades cometidas, ya que esto también afecta a la cultura y al sentimiento de la ciudad. Estos deben ser tenidos en cuenta al examinar en el "urbicidio" los efectos de los bombardeos y acciones militares en la región, ya que muestran que  el conflicto fue algo más que la destrucción de los edificios de la ciudad física, ya que hubo destrucción de personas, de su seguridad, y de sus comunidades.

### Palestina
Las acciones de Israel de empujar a los palestinos en Cisjordania violan parte de la Declaración Universal de los Derechos Humanos. Los palestinos fueron trasladados o se les mantiene fuera de las áreas con las que se identifican; a menudo no se les permite pasar libremente entre los dos estados para acudir a sus puestos de trabajo, a sus familias, el acceso a la atención de la salud y otros propósitos. Esto forma parte del "urbicidio", porque está destruyendo la heterogeneidad. Las tierras agrícolas palestinas se dividieron por el gobierno que levantó e impuso el muro y ya no se puede acceder a conveniencia del dueño, estando los puestos de control muy regulados por el ejército israelí y permiten o rechazan el pasaje al azar, sin un conjunto de reglas predeterminado. El artículo trece de la Declaración de los Derechos Humanos reza: Toda persona tiene derecho a la libertad de circulación y residencia dentro de las fronteras de cada estado y cada uno tiene el derecho a salir de cualquier país, incluso del propio, y a regresar a su país. A los palestinos se les niega estos derechos con la construcción por parte de Israel de su muro a lo largo de la frontera de Cisjordania.

### Zimbabue
En cierto modo similar a Palestina; los derechos de 700.000 zimbabuenses fueron violados, ya que se vieron obligados a abandonar sus hogares urbanos para crear una nueva vida para ellos mismos durante la Operación Murambatsvina en mayo de 2005 . Es evidente que esto rompe el artículo 25 de la ONU que dice: Toda persona tiene derecho a un nivel de vida adecuado para la salud y el bienestar de sí mismo y de su familia, incluida la atención de los alimentos, vestido, vivienda y atención médica y los servicios sociales necesarios, y el derecho a la seguridad en caso de desempleo, enfermedad, invalidez, viudez, vejez u otros medios de subsistencia por circunstancias independientes a su voluntad. El gobierno ha expulsado por la fuerza a estos ciudadanos, desde donde ellos estaban viviendo con la certeza de que convertir a estar personas en desplazados, dejándolos sin recursos y sin el acceso a la atención de alimentación, la vivienda y la salud.

## Leyes internacionales
Actualmente ahora no hay ninguna mención o referencia explícita del "urbicidio" en el Derecho Internacional y humanitario. Como el término se ha acuñado e interpretado sólo recientemente, durante las Guerras de Yugoslavia en la década de 1990, no ha llegado a la conciencia y discurso público, en tal grado como para ser una instancia en el derecho internacional. Si genocidio y "urbicidio", sin embargo, son términos sinónimos, ya que algunos teóricos proponen que se podría argumentar que el "urbicidio" ya está prohibido por el Derecho Internacional. También se puede argumentar que el "urbicidio", entendido como la destrucción de los espacios urbanos y entornos humanos, es ilegal en virtud del derecho internacional y del derecho humanitario a través de los efectos de otras leyes que tratan de la destrucción realizada por el hombre contra el medio ambiente y la dependencia de la gente sobre ella. Tales leyes son los derechos a una vivienda adecuada, el derecho a la vida y la privacidad, a la integridad psíquica y la libertad de movimiento. El ejemplo más sobresaliente es el de Sarajevo, donde el término "urbicidio" se originó y, en parte, demuestra claramente la violación de elementos básicos de los derechos humanos sobre la población civil de la ciudad. Testimonios de urbicidio en Sarajevo son; la producción cultural de la literatura confesional durante el sitio muestra claramente la dramática caída en el nivel de vida, el avance y la militarización del espacio público y la lucha diaria de los ciudadanos para obtener suministros básicos, como alimentos y agua. En otros casos, como la evacuación de Porta Farm y la demolición de los asentamientos por el gobierno en la localidad de Harare, hay evidencias de violación de estos derechos humanos fundamentales tal como se especifica por el Derecho Internacional y el Pacto Internacional de Derechos Económicos, Sociales y Culturales . A pesar de las violaciones específicas, sin embargo, podría ser útil la aplicación, al igual que genocidio, el urbicidio en términos generales para estos y otros casos de destrucción urbana.
Las perspectivas de una prohibición codificada de "urbicidio" podrían beneficiarse de la diferenciación en la articulación jurídica del término en la ley sobre los derechos humanos, al igual que urbicidio conceptualmente se separa de los derechos humanos. Con la ciudad como lugar de urbicidio, los tradicionales Estados-nación formando parte en la legislación internacional podría no ser suficiente como partes interesadas en cualquier proceso legal, habitual o de cualquier otro. Pero en la localización de la criminalización existe el riesgo de ser eximidos de "urbicidio" por la inacción de los gobiernos a menudo implicados como agresores de la ciudad y sus ciudadanos. A menudo es en contra de su propio interés la competencia para enjuiciar el "urbicidio" o para establecer cualquier tipo de marco jurídico que se ocupe explícitamente de las violaciones de tal naturaleza. La inclusión de estos gobiernos en el proceso es deseable, pero su voluntad de someterse a otro tipo de control, especialmente en las definiciones generales de la violencia estructural que a menudo entran en los discursos sobre el "urbicidio" y, presumiblemente, podría abrirse camino en los discursos jurídicos, aunque sea poco probable.
Debido a la falta de una terminología explícita de que se ocuparía de la destrucción de las ciudades en términos jurídicos a nivel internacional, parece poco probable que los tribunales internacionales lleven el asunto más en serio. El problema está relacionado también con la aplicación de esas leyes a nivel internacional, que previamente han fracasado en hacer cumplir incluso las leyes de derechos humanos que ya están en vigor.
Las decisiones del Tribunal Internacional, como es el caso de las reparaciones a  Bosnia por parte del gobierno de Serbia por crímenes contra la humanidad, en la que el tribunal, a febrero de 2007, absolvió a Serbia de la obligación de reparación, una más demuestra la necesidad de distinguir entre "urbicidio" y genocidio. En el caso de Sarajevo, donde el caso de genocidio, que la legislación lo entendía, no podía ser inequívocamente aplicado a casos como el asedio de Sarajevo, el concepto de "urbicidio" podría proporcionar un mejor marco interpretativo de la violencia infligida al pueblo de Sarajevo y su entorno urbano, tales como el espacio público compartido y la arquitectura de la ciudad. El objetivo de este tipo de violencia no puede haber sido para destruir a una población minoritaria y su espacio cultural y simbólico, como en los casos de genocidio, sino más bien la fragmentación de la población heterogénea de la ciudad en enclaves homogéneos sobre la base étnica de la población. Por lo tanto, la violencia no se dirige hacia una etnia en sí, sino hacia la ciudad como un espacio heterogéneo donde las diferentes identidades culturales pueden vivir e interactuar sin antagonismo.
--->